# Cseszneky Mátyás
Cseszneki és milványi gróf Cseszneky Mátyás (1560 körül – 17. század eleje) magyar főnemes, huszárkapitány a tizenöt éves háborúban.
Cseszneky Mátyás a Dunántúlon és a Csallóközben birtokos Cseszneky családból származott, de birtokainak jelentős része török hódoltság alá került. 
Lovaskapitányként gróf Pálffy Miklós országbíró, báró Révay Ferenc turóci főispán és Karl von Mansfeld gróf vezetése alatt részt vett a tizenöt éves háborúban (1591–1606). Fontos szerepet játszott Esztergom bevételében 1595-ben, majd Győr, Tata, Várgesztes, Veszprém, Várpalota, Tihany és családja ősi fészke, Csesznek visszafoglalásában. Egy alkalommal, midőn a tatárok Esztergomnál megtámadták a keresztény erőket, Mátyás egysége nem csak a támadást verte vissza, de egészen Szerbiáig üldözte a túlerőben lévő tatár csapatokat. 
Kiemelkedő érdemeiért 1597-ben Rudolf király által a nagyságosok rendjébe emeltetett.